# Yakuza 2
Yakuza 2 (龍が如く2?, Ryū ga Gotoku 2, lett. "Come un drago 2") è un videogioco sviluppato e pubblicato da SEGA per PlayStation 2. Sequel del videogioco Yakuza, è il secondo capitolo della saga Yakuza. Distribuito in Giappone nel 2006, il gioco è stato pubblicato in America del Nord ed Europa nel settembre 2008. In seguito, una versione rimasterizzata in HD del titolo è stata pubblicata, assieme al primo capitolo, per PlayStation 3 e Wii U solo su territorio giapponese.
A causa della messa in vendita ritardata sul mercato Playstation 2 in America e in Europa nel 2008, l'interesse e la diffusione fu minima, complice anche la scarsa qualità di trasposizione nei filmati e nell'audio tra la versione giapponese e quella occidentale.
Il suo sequel Yakuza 3 (龍が如く3?, Ryū ga Gotoku 3) è stato pubblicato in Giappone il 26 febbraio 2009 e in America del Nord il 9 marzo 2010.

## Trama
Dicembre 2006, Kazuma Kiryu con la piccola Haruka Sawamura rende omaggio alle tombe di Shintaro Kazama (Shintaro Fuma nella versione occidentale) il padre adottivo di Kazuma Kiryu e Yumi Sawamura, la mamma di Haruka. A fargli visita al cimitero accorre Yukio Terada, loro caro amico e quinto capofamiglia del Tojo Clan, ma improvvisamente egli rimane vittima di un misterioso agguato ad opera di due sicari. Kazuma consultando Kashiwagi, braccio destro di Kazama, scopre che è in atto una guerra tra i clan dell'est e dell'ovest del Giappone, ovvero tra l'Omi Alliance - la potente mafia del Kansai e il Tojo Clan, la yakuza del Kanto in Tokyo. Jin Goda, l'anziano quinto capofamiglia dell'Omi Alliance, temendo gravi ripercussioni e squilibri tra le fazioni a causa della guerra chiede al Tojo Clan una tregua duratura. A complicare le cose c'è anche la vendetta della mafia sudcoreana - la Jingweon Mafia che sta decimando i vecchi membri del gruppo di Shintaro Kazama a causa di una vecchia faida avvenuta nel 1986, dove Kazama e il suo clan assassinarono tutti i membri della Jingweon mafia. Kazuma consapevole della debolezza del Tojo Clan senza capo vede in Daigo Dojima, figlio del suo defunto oyabun (capo clan) Sohei Dojima, un possibile erede alla reggenza del clan. Convinto Daigo, parte con lui sullo Shinkansen per Osaka all'incontro tra i clan dell'est e dell'ovest per suggellare una tregua. Durante il meeting mafioso irrompe Ryuji Goda, il figliastro dell'anziano Jin, e secondo capofamiglia del Go-Ryu Clan di Osaka. Riuji Goda per via del tatuaggio raffigurante un drago sulla schiena e per la sua ferocia è soprannominato il "Drago del Kansai". Ryuji rapisce il vecchio capoclan dell'Omi Alliance e spara sui clan rivali scontrandosi con Kiryu in una lotta. La confusione viene fermata da una retata della polizia di Osaka con a capo la detective Kaoru Sayama.
Kaoru Sayama, una giovane poliziotta con forti risentimenti verso la yakuza, arresta Kazuma Kiryu e lo mette sotto la sua custodia protettiva, al fine di avvicinarsi al Tojo Clan e capire i segreti del suo vero passato. Nel frattempo Ryuji Goda, scampato all'arresto mette in atto i suoi piani espansionistici distruggendo l'attico della Millennium Tower, il grande grattacielo simbolo del potere del Tojo clan al centro del Kamurocho a Tokyo. La guerra è scoppiata nuovamente tra i clan di Osaka e Tokyo, e tra questi inizia a farsi sentire sempre più la presenza della Jingweon Mafia con assassinii vari e improvvisi. Kazuki proprietario dell'host club Stardust di Kamurocho viene rapito da alcuni esponenti della Jingweon mafia e Kiryu corre a salvarlo. Un poliziotto dai metodi duri irrompe nella scena, si tratta di Jiro Kawara, un ex partner di Makoto Date (il detective di polizia che aiutò Kiryu un anno fa), uccidendo i membri della mafia sudcoreana e giustificando le sue azioni in maniera discutibile. Vent'anni prima fu lui a finire il lavoro di Shintaro Kazama assassinando i membri della Jingweon Mafia nonché il loro capo. Ma in quella occasione, Kawara al cospetto della moglie del capoclan sudcoreano di nome Suyeon e di suo figlio di pochi anni, non li uccise, anzi la salvò e la portò con sé sposandola dopo. Kawara nel frattempo ha una bambina con lei, ma alla morte misteriosa della donna perde di vista il piccolo figlio maschio che aveva. Kiryu e Kaoru con l'aiuto di Kage il fioraio, il più grande e leggendario informatore di Kamurocho, scoprono che a ordire la vendetta della Jingweon mafia è un poliziotto corrotto di nome Wataru Kurahashi, un ex esponente della jingweon mafia scampato al massacro, e che ha ucciso la moglie di Kawara. Nello scontro tra Kaoru e Kurahashi perde la vita il detective Kawara, che in punto di morte rivela che Kaoru è sua figlia ed ha un fratellastro.
Daigo Dojima viene rapito dall'Omi Alliance e Kiryu prima di partire per Osaka affronta la Snake Flower la potente triade cinese con a capo Lau ingaggiata da Ryuji Goda per ucciderlo. Superata questa difficoltà giunge ad Osaka e li, nella tenuta Goda - una maestosa villa medioevale giapponese -affronta tutto il clan da solo scontrandosi persino con delle tigri liberate per l'occasione. Non trovando Daigo libera però l'anziano capo dell'Omi Alliace Jin Goda che gli rivela che Ryuji è suo figlio adottivo e che lo adottò anni or sono, e accecato dalla sete di potere è partito per Tokyo per l'invasione finale ai danni del Tojo Clan portando con sé Daigo. Kiryu riparito alla volta di Kamurocho, grazie a Makoto Date, Majima Goro e Kaoru Sayama scopre i retroscena dell'aggressione sconsiderata di Ryuji Goda e nel frattempo riescono a liberare Daigo Dojima. Yukio Tereda creduto morto si rivela a tutti: egli è un reduce dello scontro tra la Jingeweon Mafia e fu graziato e adottato da giovane da Shintaro Fuma quando ai tempi dell'assalto al clan nel 1986; salì i gradini della famiglia Tojo raggiungendo un posto di rilievo e nel segreto covò vendetta. Per mettere in pratica la guerra tra l'Omi Alliance e il Tojo Clan e creare scompiglio con la Jingweon Mafia, Terada è aiutato da uno yakuza del Kansai infiltrato nel Tojo clan, arrivista e subdolo ma molto capace e intelligente di nome Ryo Takashima. Ryo Takashima con Terada, sapendo che tutti i clan nello scontro finale si sarebbero riuniti nel grattacielo in costruzione al Kamurocho Hills, installano bombe su tutto l'edificio, così da spazzare via sia Ryuji Goda e ciò che resta del Tojo clan nonché Kiryu in persona. Takashima in un impeto di avidità e delirio di onnipotenza tradisce Terada uccidendolo ma a sua volta viene ucciso da Ryuji Goda. Terada prima di morire rivela che Ryuji Goda è il fratellastro di Kaoru ed era il bambino salvato da Kawara e poi scomparso. Nel morire Terada aziona innescando il conto alla rovescia delle bombe. Kiryu e Ryuji Goda non scappano ma si affrontano in una lotta all'ultimo sangue per chi deve detenere il titolo onorifico di "Drago" e a testimoniare lo scontro è presente anche Kaoru.
Sconfitto Ryuji, Kiryu e Kaoru attendono la fine sul grattacielo del Kamurocho Hills scambiandosi i loro sentimenti d'amore. Prima dell'esplosione verranno salvati da Makoto Date e Haruka in elicottero.
Daigo Dojima viene investito ufficialmente della carica di sesto capofamiglia e presidente del Tojo Clan, a vegliare su di lui ci sarà Goro Majima, su richiesta di Kiryu Kazuma, che diverrà il suo più fidato braccio destro.

## Doppiaggio
Yakuza 2 è il primo gioco della serie ad avere soltanto il doppiaggio giapponese, come risultato delle critiche relative al doppiaggio in inglese del primo gioco. Nella versione europea i sottotitoli invece sono presenti esclusivamente in inglese.
- Takaya Kuroda: Kazuma Kiryu (桐生 一馬)
- Yu Daiki: Kaoru Sayama (狭山 薫)
- Masami Iwasaki: Ryuji Goda (郷田 龍司)
- Rie Kugimiya: Haruka Sawamura (澤村 遥)
- Tetsuya Watari: Shintaro Kazama (風間 新太郎) / Shintaro Fuma
- Satoshi Tokushige: Daigo Dojima (堂島 大吾)
- Kazuhiro Yamaji: Makoto Date (伊達 真)
- Susumu Terajima: Jiro Kawara (瓦 次郎)
- Hidekazu Akai: Tsutomu Bessho (別所 勉)
- Hiroshi Tachi: Ryo Takashima (高島 遼)